# ティフト郡 (ジョージア州)
座標: 北緯31度46分 西経83度53分 / 北緯31.767度 西経83.883度
ティフト郡（英: Tift County）は、アメリカ合衆国のジョージア州にある郡。人口は4万1344人（2020年）。郡庁所在地はティフトン (Tifton)である。

## 歴史
1905年8月17日に設立され、オールバニ市を建設し連邦下院議員も務めたネルソン・ティフトにちなみ名づけられた。

## 地理
国勢調査局によると、この郡の総面積は696平方キロ（269平方マイル）で、うち686平方キロ（265平方マイル）が陸地、総面積の1.42%にあたる10平方キロ（4平方マイル）が水域となっている。
幹線道路
- 州間高速道路75号線
- 国道41号線
- 国道82号線
- 国道319号線
- 州道7号線
- 州道125号線

隣接する郡
- アーウィン郡（北東）
- バーリン郡（南東）
- クック郡（南）
- コルキット郡（南西）
- ワース郡（西）
- ターナー郡（北北西）

## 人口動態

2000年国勢調査の結果をもとに作成した郡の人口ピラミッド

2000年国勢調査時点で、この郡には3万8407人、1万3919世帯、1万105家族が暮らしている。人口密度は1平方キロあたり56人で、平方マイルに換算すると145人となる。住居数は1万5411軒で、1平方キロに平均22軒（1平方マイルあたりでは58軒）が建っていることになる。住民のうち白人は65.31%、アフリカ系は28.02%、ネイティブ・アメリカンは0.20%、アジア系は0.98%、太平洋諸島系は0.02%、その他の人種は4.59%、混血は0.88%、ヒスパニック（ラテン系）は7.67%を占める。
1万3919世帯のうち35.4%は18歳未満の子供と暮らしており、51.4%は夫婦で生活している。16.9%は未婚の女性が世帯主であり、27.4%は家族以外の住人と同居している。23.3%が独り身世帯で、9.0%を独居老人の世帯が占める。1世帯あたりの平均構成人数は2.65人、家庭の平均構成人数は3.10人である。
住民のうち27.2%が18歳未満の未成年、11.6%が18歳以上24歳以下、28.4%が25歳以上44歳以下、21.1%が45歳以上64歳以下、11.7%が65歳以上となっており、平均年齢は33歳である。女性100人に対して男性が94.5人いる一方、18歳以上の女性100人に対しては91.5人いる。
一世帯あたりの平均収入は3万2616米ドル、家族ごとでは3万9083米ドルである。男性の平均収入は2万7874米ドル、女性の平均収入は2万997米ドルで、労働者でない人々も含めた住民一人当たりの収入は1万6833米ドルとなる。総人口の19.9%、家族の15.5%、18歳未満の子供の28.0%、および65歳以上の高齢者の14.6%は貧困線以下の収入で生計を立てている。

## 都市および町
市
- ティフトン（郡庁所在地）
- ティティ (en:Ty Ty, Georgia)
- オメガ (en:Omega, Georgia)
- ブルックフィールド (Brookfield)
- チューラ (Chula)

国勢調査指定地域（CDP）
- フィリップスバーグ (en:Phillipsburg, Georgia)
- ユニオンビル (en:Unionville, Georgia)